# 李齊 (小提琴家)
李齊（英語：Richard Lee；1992年2月22日—），台灣小提琴家、男演員。
年輕小提琴家李齊由日裔傳奇小提琴家五嶋綠所發掘，在2019年獲得維也納首獎音樂大賽第一名。有人稱他為「小提琴男神」因BL劇《We Best Love》飾演石哲宇一角而走紅，同時身兼演員、廣告模特兒、樂團指導、老師身分，目前經紀公司為「好好娛樂」。

## 生平
李齊出生於臺北市。五歲開始學鋼琴，八歲就讀台北市大安區建安國民小學美術班。三年級時，經音樂老師推薦加入學校樂團，並由蕭悅伸老師啟蒙開始習琴。隨後跟隨台北市立交響樂團團長陳秋盛、謝宜旋老師習琴。 
2000~2001年間和西班牙吉他演奏家桑吉特（Sangit Prats）學習樂理、和聲及作曲。
2002年與2003年暑假參加日本草津(Kusatsu)國際音樂節大師班，接受法國小提琴家皮耶·阿莫亞指導。
2003年獲美國紐約茱莉亞音樂學院獎學金，於9月入學並師事Naoko Tanaka(田中直子)。
2006年轉學就讀舊金山音樂學院。
2008年轉學到美國波士頓胡桃山藝術高中與新英格蘭音樂學院就讀，小提琴師事Lynn Chang(張萬鈞)。
2009年赴韓參加GMMFS大師班，師事IGOR OZIM、Chee Yun Kim(金志雲)和Sun Chu Lee。
2010年全額獎學金考取位於西班牙馬德里的蘇菲亞皇后高等音樂院，師事Marco Rizzi與Mario Hossen。
2011年回到美國洛杉磯的南加州大學追隨五嶋綠習琴。 同年獲得洛杉磯莫札特協奏曲比賽第二名。
2014年獲得洛杉磯席瑪艾法音樂比賽第一名。
2017年於南加大取得學士學位後，回到舊金山音樂院就讀碩士。
2019年在義大利第一屆「Progetto Guglielmo Competition 」比賽中入圍決賽，同年入圍日本「仙台國際小提琴大賽」，被唱片公司網羅簽約，預計發行個人演奏專輯。
2019年擔任黃莉Luji首場個唱開場嘉賓。
2019年獲得維也納首獎音樂大賽第一名。
2020年5月與夏姿·陳 聯手新體驗挑戰 將音樂廳搬到浴室裡
2020年9月以獲選 蝦皮購物 第一屆大明星運動會  【拉車比賽】MVP 
2020年9月宣布建立『李齊愛樂』並在北中南舉辦創團音樂會，創新活潑的影音展演形式與古典/跨界曲目安排，建立民眾認識了解古典音樂的入門、並提升台灣人的美感素養。
2020年12月李齊受邀參與《台灣足球60週年》新書記者會小提琴演奏表演
2021年4月推出『ChiHarmonic』小提琴演奏系列首張單曲『Vivaldi Summer X it's my life』
2021年4月擔任 統一7-ELEVEn獅 隊2021兆豐銀行傑尼獅主題日「外掛情人」表演、開球嘉賓

## 獲獎經歷
| 年 度 | 音 樂 比 賽            | 名 次  |
| 2011  | 洛杉磯莫札特協奏曲比賽 | 第二名 |
| 2014  | 洛杉磯席瑪艾法音樂比賽 | 第一名 |
| 2019  | 維也納首獎音樂大賽     | 第一名 |

## 作品

### 專輯
| 發行日         | 專輯名稱              |
| 2024年11月29日 | 白色探戈 Tango Blanco |

### 演出作品
| 年度 | 劇名                  | 飾演         | 導演   |
| 2020 | 違反校規的跳投        | 蘇豪(大鳥)   | 李若辳 |
| 2021 | 我的老闆是隻貓        | 沈子傑(犬妖) | 姜瑞智 |
| 2021 | We Best Love          | 石哲宇       | 姜瑞智 |
| 2024 | 我的婆婆怎麼那麼可愛2 | 杜偉倫       | 鄧安寧 |
| 待播 | 黑馬王子              | 小齊         | 鄧安寧 |

### 實境節目
| 年度 | 節目             |
| 2021 | 微波爐男孩的假期 |
| 2025 | 白日夢籃球隊     |

### 音樂錄影帶
| 年度 | 音樂錄影帶                       |
| 2020 | 王敏淳 《第七次的掰掰》          |
| 2020 | 森白 B.K 《每當》                |
| 2020 | 蔡瑞雪 《刻在我心底的名字cover》 |

### 音樂會
| 年度 | 演奏會名稱                                                              |
| 2010 | 2010涴莎春季樂集-未來新秀-上帝開啟的一扇窗                              |
| 2020 | 新逸2020首席再起系列音樂會 新逸交響樂團年度公演(一)觀音線協會公益音樂會 |
| 2020 | 2020司迪生經典音樂會：多重曝光 李齊小提琴獨奏                           |
| 2020 | 新逸2020首席再起系列音樂會 新逸交響樂團年度公演(三)                     |
| 2021 | 2021新逸交響樂團年度公演 全國農業金庫感恩音樂會                         |
| 2021 | 露天音樂會 《五月迷火》                                                 |
| 2021 | 新逸交響樂團年度公演Ⅱ 延續《風沙中的愛》                                |
| 2021 | 2021司迪生經典音樂會：《疫情風光》李齊小提琴獨奏會                      |
| 2023 | 白色探戈-李齊小提琴獨奏會                                               |
| 2024 | 李齊小提琴獨奏會—樂來樂有趣                                             |

## 外部連結
- 李齊的Facebook專頁
- 李齊的Instagram帳戶
- 李齐Richard的新浪微博
- 李齊的Youtube （页面存档备份，存于）